# Siegfried Powolny
Siegfried Powolny (Linz, 20 de setembro de 1915 - 19 de julho de 1944) foi um handebolista de campo austríaco, medalhista olímpico.
Fez parte do elenco vice-campeão olímpico de handebol de campo nas Olimpíadas de Berlim de 1936, atuando em duas partidas.